# 百合鷗7300系電聯車
百合鷗7300系電聯車（日语：／ Yurikamome 7300-kei densha）是百合鷗的東京臨海新交通臨海線使用的自動導軌運輸系統（新交通系統）電聯車。本條目同時記載百合鷗於2018年開始投入運轉的百合鷗7500系電聯車（日语：／ Yurikamome 7500-kei densha）。

## 概要
由於百合鷗在1995年東京臨海新交通臨海線開業以來便投入使用的東京臨海新交通7000系電聯車，以及為因應乘客數量增加而陸續引進的7200系電聯車皆面臨車體老化的問題，因此該公司開始進行車輛的汰換計畫。2013年3月，7300系的首輛編組7311F完工，並於2014年1月18日開始投入使用，為百合鷗時隔18年首度引入的新型車輛。而7500系的首輛編組7511F於2018年11月11日開始投入使用，並於2020年全面取代7200系電聯車；而該型車則於同年的10月退役。
7300系於2014年獲得日本設計振興會的優良設計獎。

## 規格與構造

### 7300系
本型車的車體構造為鋁合金製的雙皮層構造，且為了減輕重量，因此車體的前頭、雨水槽等位置採用纖維強化塑膠材質，並以彩色貼膜取代車體的塗裝。車體使用的鋁合金均為同一材質，以便未來廢車時方便資源回收。車體側面的下緣搭配七條細條紋，象徵著水岸的藍色與彩虹的光譜；而窗戶則採用可開啟的側窗，以提升車廂內的通風效果。
車廂的寬度與百合鷗過往使用的車輛相比多出約38mm，天花板與車廂牆面皆為白色，座椅的布料與車廂地板則為深藍色。車廂內的座椅除了單一編組的先頭車與尾車外均為長條式的座椅，且將每節車廂的博愛座座椅用橘色布料作為區分。而單一編組的4輛中間車各設置一處放置輪椅的專用空間，並移除以往的折疊座椅。本型車的空調系統則透過天花板上的管道將冷氣均勻地吹送至車廂內的各處。

### 7500系
本型車的設計以7300系電聯車為基礎，但因添加部分改良過後的設計，因此採用7500系作為其新型號的名稱。車頭前面的玻璃下方加裝稱為「面罩」的設備，其設計靈感源自於百合鷗的翅膀；同時該處也安裝列車在自動駕駛時會發出藍光的「自動駕駛燈」。車頭玻璃的上方與連接的面板皆塗上藍色，側面的配色則與7300系一致。車廂內的配色也沿用7300系的配置，但將車門側邊的扶手面板尺寸加大，並加設連接面板與行李架的扶手。放置輪椅的專用空間採用兩層式的扶手，並在地板貼上識別用的圖樣。而每節車廂側門上方的天花板皆安裝兩台循環用的風扇。